# 광전 효과

금속 판에서 전자의 방출을 도시한 그림, 들어오는 광자에서 얻어진 에너지가 물질의 일함수 이상 필요하다.

광전 효과(光電效果, 독일어: photoelektrischer Effekt, 영어: photoelectric effect)는 금속 등의 물질이 한계 진동수(문턱 진동수)보다 큰 진동수를 가진 (따라서 높은 에너지를 가진) 전자기파를 흡수했을 때 전자를 내보내는 현상이다. 이 때 방출되는 전자를 광전자라 하는데, 보통 전자와 성질이 다르지는 않지만 빛에 의해 방출되는 전자이기 때문에 붙여진 이름이다.
알베르트 아인슈타인이 이 현상을 빛의 입자성을 가정함으로써 설명하였으며, 그 공로로 1921년에 노벨 물리학상을 수상했다.
빛의 성질에 관한 논란 중 입자설에 대한 증거로 거론된다.

## 방출 매커니즘
광자 방출 과정(photoemission process)에서, 어떤 물질 내의 전자가 일함수(work function) 이상의 광자 에너지를 흡수하면 빛이 방출된다. 광자의 에너지가 너무 낮으면, 전자는 물질을 벗어날 수 없다. 비춰지는 빛의 세기가 커지는 것은 광자의 수가 늘어난다는 뜻이므로 더 많은 수의 전자를 들뜨게 만들지만 각각의 전자가 가지는 에너지를 증가시키지는 않는다. 방출된 전자의 에너지는 쪼여주는 빛의 세기가 아니라 각각의 광자의 에너지 혹은 진동수에 영향을 받는다. 입사된 광자와 최외각 전자 사이의 상호 작용이다. 전자는 광자에 쬐였을 때 광자에게서 에너지를 흡수할 수 있으나, 대부분 전자들은 "1 혹은 0(흑백논리, all or nothing)"의 원리를 따른다. 한 광자의 모든 에너지는 원자적 결합에서 한 전자를 자유롭게 하는 데 쓰이고, 남은 에너지는 방출된다. 만약 광자 에너지가 흡수되면 에너지의 일부는 원자에게서 전자를 떼어내는 데 쓰이고 나머지는 자유 입자로서 전자의 운동 에너지에 기여한다.

## 광전 효과의 실험적 관측
광전 효과는 빛이 쪼여진 금속 표면에서 전자의 방출 관측 실험을 설명할 수 있어야 한다. 어떤 금속에서 광전자를 방출시킬 수 있는 특정 최소 진동수가 있다. 이 진동수를 문턱 진동수(한계 진동수, threshold frequency)라고 한다. 입사되는 광자의 수를 고정시키고 입사광선의 진동수를 늘린다면(이 때 빛의 에너지는 증가할 수 있다) 방출된 광전자의 최대 운동 에너지를 크게 할 수 있다. 따라서 정지 전압(stopping voltage)이 커진다. 만약 빛의 세기가 커진다 하더라도 광전자의 운동 에너지에는 영향이 없다. 문턱 진동수 이상에서는 광전자의 최대 운동 에너지는 빛의 진동수에 따라 다르고, 빛의 세기가 아주 높지 않은 이상 이와는 독립적이다. 주어진 금속과 빛의 진동수에서, 어떤 광전자가 방출될 비율은 빛의 세기와 직접적으로 비례한다. 빛의 세기를 늘리면 정지 전압은 그대로 유지되나 광전류의 세기를 늘린다. 빛의 입사와 광전자의 방출 사이의 시간 차는 1ns 이하로 매우 작다.

## 수학적 기술

### 일함수
금속 표면에서 전자를 떼어내기 위해 필요한 최소한의 에너지를 일함수라고 한다.
일함수는 {\displaystyle \varphi }, W 혹은 {\displaystyle \phi }로 표기되기도 하며,
{\displaystyle \varphi =h\,f_{0}},
로 나타내어진다. 여기에서 {\displaystyle f_{0}}는 각 금속마다의 한계 진동수이다.

### 최대 운동 에너지
방출된 전자의 최대 운동 에너지 {\displaystyle (K_{\mathrm {max} })}는 h가 플랑크 상수, f가 입사된 광자의 진동수일 때
{\displaystyle K_{\mathrm {max} }=h\,f-\varphi },
로 나타내어진다.
따라서 방출된 전자의 최대 운동 에너지는
{\displaystyle K_{\mathrm {max} }=h\left(f-f_{0}\right)}.
이며, 운동 에너지는 양수여야 하므로 광전 효과가 발생하기 위해서는 {\displaystyle f>f_{0}}여야 한다.
플랑크의 양자화 개념과 에너지 보존 법칙을 이용하면 광전효과에서의 광전자 방출에 대한 아인슈타인의 식을 구할 수가 있다. 전자가 튀어나오는 순간 물질 고유의 특정 파장을 한계 파장이라 하며, 그때의 진동수를 한계 진동수(문턱 진동수)라고 한다. 그리고 그 한계 진동수에 플랑크 상수를 곱한 것을 일함수라 일컫는다.
입사한 광자의 에너지가 {\displaystyle h\nu }일 때, 금속에서 전자를 떼어내고 남은 에너지는 전자의 운동에너지가 된다. 즉, 에너지 보존 법칙에 따라 다음 등식이 성립한다.
{\displaystyle h{\nu }=} 일함수 + 운동에너지
{\displaystyle h{\nu }={\phi }+{{1} \over {2}}m{v^{2}}=h{{\nu }_{0}}+{{1} \over {2}}mv^{2}}
{\displaystyle {{1} \over {2}}m{v^{2}}=h{\nu }-h{{\nu }_{0}}=-eV_{s}}
({\displaystyle V_{s}}는 정지 전위, {\displaystyle m} 은 전자의 질량, {\displaystyle v}는 방출된 전자의 속도, {\displaystyle h}는 플랑크 상수)
이 식으로부터 입사한 광자의 에너지가 일함수보다 작으면 입사한 빛의 세기에 관계없이 전자가 방출되지 않는다는 사실을 알 수 있으며, 윗식을 진동수({\displaystyle {\nu }})와 정지 전위({\displaystyle V_{s}})에 관한 그래프로 나타내면 이는 방정식
{\displaystyle {\nu }={{\nu }_{0}}+(-{{e} \over {h}}){V_{s}}}
로 나타내어지는 직선형임을 알 수 있다. 이 때 그 직선의 기울기는 {\displaystyle -{{e} \over {h}}}값으로 항상 일정하다는 사실을 통해 플랑크 상수 {\displaystyle h}의 값을 구할 수 있다.

## 역사

### 초기의 관측
1839년에 알렉산드르 베크렐은 빛에 노출된 전도 용액을 통해 광전 효과를 관찰하였다. 1873년에, 영국의 전기 기사였던 윌러비 스미스(Willoughby Smith)가 셀레늄이 광전도성을 띰을 발견하였다.
- 윌러비 스미스
  - 1873년에 영국의 전기 기사였던 윌러비 스미스가 셀레늄이 광전도성을 띰을 발견하였다.
- 하인리히 루돌프 헤르츠
  - 1887년에 하인리히 루돌프 헤르츠의 음극선 실험 도중 새로운 발견을 하였다.
- 스톨레토프
  - 1888년~1891년, 발견 및 광전효과의 제 1법칙 등
- 필립 레오나르도
  - 1897년에 필립 레오나르도의 음극선 실험에 의해서 정확하게 관측이 되었다.
- 플랑크
  - 1900년 플랑크는 복사에너지가 광양자의 형식으로만 존재할 수 있다고 발표했다.
- 레나르트
  - 1902년 빛의 진동수가 커지면 전자의 에너지가 커지는 것을 발견하다.
- 알베르트 아인슈타인
  - 1905년에 이르러 아인슈타인은 플랑크의 양자가설을 바탕으로 광전효과를 설명하는 데 성공하였다.
- 로버트 밀리컨
  - 1912~1915년에 광전효과를 연구하여 아인슈타인의 광전자의 에너지와 진동수 사이의 관계식을 실험적으로 증명함으로써 광전자효과에 의한 플랑크 상수를 최초로 결정했다.
- 루이 드 브로이
  - 영향을 받은 드 브로이는 1924년에 광자뿐 아니라 다른 물질(입자) 또한 파동성을 동시에 지닐 수 있다는 물질파 이론을 발표했다.

## 광전 효과와 고전 물리학의 한계
고전 물리학은 광전효과를 설명할 수 없는 명백한 한계를 가지고 있었다.
- 빛의 세기와 진동수에 따른 광전자 운동에너지

고전 물리학에서는 빛의 세기가 증가함에 따라 에너지가 더 빠른 비율로 금속판에 전달되고 전자들은 좀 더 큰 운동 에너지로 방출되어야만 한다고 예측하였으며, 빛의 진동수와 운동에너지 사이에는 아무 관계가 없어야 한다고 예측하였다. 하지만 광전효과로 인해 튀어나오는 광전자의 최대 운동 에너지는 빛의 세기에는 무관하며 정지 전위에 비례한다. 또한 방출되는 광전자의 최대 운동 에너지는 빛의 진동수가 증가함에 따라 증가한다.
- 빛의 진동수에 따른 광전자 운동 에너지

고전 물리학에서는 빛의 진동수와는 무관하게 금속판에는 에너지가 전달되므로 빛의 세기만 충분히 세다면 진동수와 상관 없이 금속판에서는 전자가 방출되어야 한다. 하지만 실제 실험에서는 입사하는 빛의 진동수가 차단 진동수 이하일 경우 광전자가 방출되지 않았으며, 빛의 진동수가 차단 진동수 이상이라면 빛의 세기와 무관하게 광전자가 방출되었다.
- 빛의 입사와 광전자 방출 사이의 시간 간격

고전 물리학에서는 빛의 세기가 약할 경우에도 빛이 금속판에 조사되고 난 다음 전자가 입사한 복사 에너지를 흡수하여 금속판에서 탈출하기에 충분한 에너지를 얻는데까지 걸리는 시간이 측정되어야 한다고 예측하였다. 하지만 실제 실험 결과는 금속판에서 방출된 전자들이 매우 낮은 세기의 빛에 대해서도 거의 순간적으로 (10-9sec 보다 짧은 시간으로) 방출되었다.
- 빛과 관련된 당시의 지배적인 관점이던 파동설로 설명 불가

빛을 파동으로 생각하였던 당시의 관점에서는 빛이 충돌하여 전자를 튕겨나오게 하는 것에 대해 설명할 수 없었다.

## 응용과 효과

### 포토다이오드와 포토트랜지스터
태양 에너지 발전에 사용되는 솔라 셀과 포토다이오드는 다양한 광전 효과를 이용한다. 그러나, 전자를 방출하는 것을 이용하는 것은 아니다. 반도체에서는 가시 광선의 광자와 같이 상대적으로 낮은 에너지의 빛이 최외각 밴드의 전자를 더 높은 에너지의 전도띠 차낼 수 있으며 그곳에서 그들은 메여서 전류를 발생시키는데 밴드갭 에너지와 관련된 전압때문이다.

## 같이 보기
- 콤프턴 산란
- 파동-입자 이중성
- 광화학

## 참고 문헌
- Serway, R. A. (1990). 《Physics for engineers and scientists》 3판. Saunders Publishing.
- Stephen T Thornton, Andrew Rex (2006). 《Modern Physics for Scientist and Engineers》 3판. Thomson & Brooks/Cole.